# Libertas Brianza 2014-2015
Questa voce raccoglie le informazioni riguardanti la Libertas Brianza nelle competizioni ufficiali della stagione 2014-2015.

## Stagione
La stagione 2014-15 è per la Libertas Brianza, sponsorizzata dalla Cassa Rurale, la terza, la seconda consecutiva, in Serie A2; viene confermato sia l'allenatore, Massimo Della Rosa, che buona parte della rosa con giocatori come Umberto Gerosa, Andrea Ippolito, Mario Mercorio, Federico Bargi e Gabriele Robbiati: i nuovi acquisti sono Ludovico Carminati, Iacopo Gatti, Michele Groppi, Andrea Santangelo e Vincenzo Tamburo, mentre le cessioni sono quelle di Francesco De Luca, Michele Morelli, Luca Spirito, Matteo Riva.
Il campionato si apre con la vittoria in trasferta, per 3-0, sul campo del Volley Potentino: a questa fanno seguito tre sconfitte consecutive; dopo un periodo in cui la squadra di Cantù vince le gare disputate in casa ma perde quelle in trasferta, chiude il girone di andata con tre successi che le valgono il quinto posto in classifica e la qualificazione alla Coppa Italia di Serie A2. Nel girone di ritorno il club lombardo si aggiudica tutte le partite giocate tra le mura amiche ma perde quelle in trasferta, eccetto alla ventesima giornata, quando ha la meglio in trasferta sulla Pallavolo Azzurra Alessano: chiude quindi la regular season mantenendo il quinto posto in classifica, qualificandosi per i play-off promozione. Nei quarti di finale affronta il Corigliano Volley il quale si aggiudica le due gare necessarie per passare al turno successivo.
Il quinto posto al termine del girone di andata della Serie A2 2014-15 permette alla Libertas Brianza di partecipare alla Coppa Italia di Serie A2: tuttavia la squadra è subito eliminata, nei quarti di finale, a seguito della sconfitta per 3-0, inflitta dal Volley Potentino.

## Organigramma societario
Area direttiva
- Presidente: Ambrogio Molteni
- Vicepresidente: Raffaele Maspero

Area tecnica
- Allenatore: Massimo Della Rosa
- Allenatore in seconda: Massimo Redaelli
- Scout man: Nicola Lasio

Area comunicazione
- Ufficio stampa: Diego Fumagalli
- Area comunicazione: Diego Fumagalli

Area marketing
- Ufficio marketing: Paolo Annoni

Area sanitaria
- Medico: Cristina Della Rosa
- Preparatore atletico: Fabio Taiana
- Fisioterapista: Andrea Molteni, Emanuele Muri
- Ortopedico: Roberto Pelucchi
- Nutrizionista: Ferruccio Cavanna

## Rosa
| N° | Nome               | Ruolo | Data di nascita   | Nazionalità sportiva |
| -- | ------------------ | ----- | ----------------- | -------------------- |
| 2  | Federico Bargi     | C     | 9 dicembre 1993   | Italia               |
| 3  | Dario Monguzzi     | C     | 23 luglio 1984    | Italia               |
| 4  | Luca Butti         | L     | 8 dicembre 1991   | Italia               |
| 5  | Michele Groppi     | P     | 20 settembre 1986 | Italia               |
| 6  | Gabriele Rudi      | L     | 14 agosto 1994    | Italia               |
| 7  | Mario Mercorio     | S     | 28 ottobre 1983   | Italia               |
| 8  | Andrea Santangelo  | S/O   | 19 novembre 1994  | Italia               |
| 9  | Ludovico Carminati | S     | 21 settembre 1992 | Italia               |
| 10 | Iacopo Gatti       | S     | 10 aprile 1994    | Italia               |
| 11 | Vincenzo Tamburo   | S/O   | 1º ottobre 1985   | Italia               |
| 12 | Umberto Gerosa     | P     | 24 giugno 1977    | Italia               |
| 13 | Andrea Ippolito    | S     | 16 novembre 1985  | Italia               |
| 15 | Mattia Fiorelli    | L     | 5 giugno 1993     | Italia               |
| 16 | Luca Laneri        | S     | 8 maggio 1993     | Italia               |
| 18 | Gabriele Robbiati  | C     | 16 dicembre 1983  | Italia               |

## Mercato
| Acquisti | Acquisti           | Acquisti          | Acquisti   |
| R.       | Nome               | da                | Modalità   |
| -------- | ------------------ | ----------------- | ---------- |
| S        | Ludovico Carminati | Città di Castello | definitivo |
| S        | Iacopo Gatti       | Cagliari          | definitivo |
| P        | Michele Groppi     | Padova            | definitivo |
| S/O      | Andrea Santangelo  | Brolo             | definitivo |
| S/O      | Vincenzo Tamburo   | Argos             | definitivo |

| Cessioni | Cessioni          | Cessioni          | Cessioni   |
| R.       | Nome              | a                 | Modalità   |
| -------- | ----------------- | ----------------- | ---------- |
| S/O      | Francesco De Luca | Civita Castellana | definitivo |
| S/O      | Michele Morelli   | Materdomini       | definitivo |
| P        | Luca Spirito      | Molfetta          | definitivo |
| S        | Matteo Riva       | Cisano            | definitivo |

## Risultati

### Serie A2

#### Girone di andata
| 1ª giornata - 19 ottobre 2014 PalaPrincipi, Potenza Picena          | Potentino         | 0 - 3 | Libertas Brianza  | 22-25, 21-25, 21-25               |
| 2ª giornata - 26 ottobre 2014 PalaParini, Cantù                     | Libertas Brianza  | 2 - 3 | Impavida Ortona   | 25-20, 30-32, 25-23, 13-25, 12-15 |
| 3ª giornata - 2 novembre 2014 Palazzetto dello Sport, Montefiascone | Tuscania          | 3 - 0 | Libertas Brianza  | 25-20, 25-20, 26-24               |
| 4ª giornata - 9 novembre 2014 PalaSassi, Matera                     | Matera Bulls      | 3 - 2 | Libertas Brianza  | 25-16, 23-25, 25-20, 20-25, 15-6  |
| 5ª giornata - 16 novembre 2014 PalaParini, Cantù                    | Libertas Brianza  | 3 - 1 | Argos             | 25-20, 24-26, 25-16, 25-13        |
| 6ª giornata - 23 novembre 2014 PalaGrotte, Castellana Grotte        | Materdomini       | 3 - 1 | Libertas Brianza  | 25-23, 22-25, 25-22, 25-19        |
| 7ª giornata - 30 novembre 2014 PalaParini, Cantù                    | Libertas Brianza  | 3 - 0 | Tricolore         | 25-16, 25-23, 25-21               |
| 8ª giornata - 7 dicembre 2014 PalaCorigliano, Corigliano Calabro    | Corigliano Volley | 3 - 1 | Libertas Brianza  | 27-25, 25-19, 16-25, 25-19        |
| 9ª giornata - 14 dicembre 2014 PalaParini, Cantù                    | Libertas Brianza  | 3 - 0 | Alessano          | 25-20, 27-25, 25-22               |
| 10ª giornata - 21 dicembre 2014 PalaValentia, Vibo Valentia         | Callipo           | 1 - 3 | Libertas Brianza  | 25-17, 21-25, 22-25, 20-25        |
| 11ª giornata - 26 dicembre 2014 PalaParini, Cantù                   | Libertas Brianza  | 3 - 0 | Atlantide Brescia | 25-22, 25-23, 25-18               |

#### Girone di ritorno
| 12ª giornata - 3 gennaio 2015 PalaParini, Cantù              | Libertas Brianza  | 3 - 0 | Potentino         | 25-21, 25-16, 25-22               |
| 13ª giornata - 11 gennaio 2015 Palasport Comunale, Ortona    | Impavida Ortona   | 3 - 0 | Libertas Brianza  | 27-25, 25-17, 25-15               |
| 14ª giornata - 18 gennaio 2015 PalaParini, Cantù             | Libertas Brianza  | 3 - 1 | Tuscania          | 21-25, 25-23, 25-16, 25-20        |
| 15ª giornata - 25 gennaio 2015 PalaParini, Cantù             | Libertas Brianza  | 3 - 2 | Matera Bulls      | 18-25, 25-19, 25-27, 25-20, 15-11 |
| 16ª giornata - 1º febbraio 2015 PalaPolsinelli, Sora         | Argos             | 3 - 1 | Libertas Brianza  | 25-15, 25-17, 19-25, 25-22        |
| 17ª giornata - 15 febbraio 2015 PalaParini, Cantù            | Libertas Brianza  | 3 - 1 | Materdomini       | 25-18, 25-23, 25-27, 25-14        |
| 18ª giornata - 22 febbraio 2015 PalaBigi, Reggio nell'Emilia | Tricolore         | 3 - 1 | Libertas Brianza  | 25-22, 18-25, 25-23, 25-22        |
| 19ª giornata - 1º marzo 2015 PalaParini, Cantù               | Libertas Brianza  | 3 - 1 | Corigliano Volley | 23-25, 25-15, 25-18, 25-15        |
| 20ª giornata - 8 marzo 2015 Palazzetto dello Sport, Tricase  | Alessano          | 2 - 3 | Libertas Brianza  | 26-24, 14-25, 21-25, 25-15, 11-15 |
| 21ª giornata - 15 marzo 2015 PalaParini, Cantù               | Libertas Brianza  | 3 - 2 | Callipo           | 19-25, 25-22, 25-22, 18-25, 15-9  |
| 22ª giornata - 22 marzo 2015 PalaSanFilippo, Brescia         | Atlantide Brescia | 3 - 1 | Libertas Brianza  | 23-25, 25-19, 25-17, 25-21        |

#### Play-off promozione
| Quarti di finale (gara 1) - 29 marzo 2015 PalaCorigliano, Corigliano Calabro | Corigliano Volley | 3 - 0 | Libertas Brianza  | 25-22, 28-26, 25-21        |
| Quarti di finale (gara 2) - 5 aprile 2015 PalaParini, Cantù                  | Libertas Brianza  | 1 - 3 | Corigliano Volley | 26-28, 25-20, 23-25, 20-25 |

### Coppa Italia di Serie A2

#### Fase a eliminazione diretta
| Quarti di finale - 6 gennaio 2015 PalaPrincipi, Potenza Picena | Potentino | 3 - 0 | Libertas Brianza | 25-22, 25-17, 26-24 |

## Statistiche

### Statistiche di squadra
| Competizione             | Punti | In casa | In casa | In casa | In trasferta | In trasferta | In trasferta | Totale | Totale | Totale |
| Competizione             | Punti | G       | V       | P       | G            | V            | P            | G      | V      | P      |
| ------------------------ | ----- | ------- | ------- | ------- | ------------ | ------------ | ------------ | ------ | ------ | ------ |
| Serie A2                 | 38    | 12      | 10      | 2       | 12           | 3            | 9            | 24     | 13     | 11     |
| Coppa Italia di Serie A2 | -     | -       | -       | -       | 1            | 0            | 1            | 1      | 0      | 1      |
| Totale                   | -     | 12      | 10      | 2       | 13           | 3            | 10           | 25     | 13     | 12     |

G = partite giocate; V = partite vinte; P = partite perse

### Statistiche dei giocatori
| Giocatore     | Serie A2 | Serie A2 | Serie A2 | Serie A2 | Serie A2 | Coppa Italia di Serie A2 | Coppa Italia di Serie A2 | Coppa Italia di Serie A2 | Coppa Italia di Serie A2 | Coppa Italia di Serie A2 | Totale | Totale | Totale | Totale | Totale |
| Giocatore     | P        | PT       | AV       | MV       | BV       | P                        | PT                       | AV                       | MV                       | BV                       | P      | PT     | AV     | MV     | BV     |
| ------------- | -------- | -------- | -------- | -------- | -------- | ------------------------ | ------------------------ | ------------------------ | ------------------------ | ------------------------ | ------ | ------ | ------ | ------ | ------ |
| F. Bargi      | 19       | 137      | 103      | 23       | 11       | 1                        | 1                        | 0                        | 1                        | 0                        | 20     | 138    | 103    | 24     | 11     |
| L. Butti      | 21       | -        | -        | -        | -        | 1                        | -                        | -                        | -                        | -                        | 22     | -      | -      | -      | -      |
| L. Carminati  | 11       | 11       | 10       | 1        | 0        | 1                        | 0                        | 0                        | 0                        | 0                        | 12     | 11     | 10     | 1      | 0      |
| M. Fiorelli   | 0        | -        | -        | -        | -        | -                        | -                        | -                        | -                        | -                        | 0      | -      | -      | -      | -      |
| I. Gatti      | 1        | 0        | 0        | 0        | 0        | 0                        | 0                        | 0                        | 0                        | 0                        | 1      | 0      | 0      | 0      | 0      |
| U. Gerosa     | 24       | 47       | 16       | 10       | 21       | 1                        | 0                        | 0                        | 0                        | 0                        | 25     | 47     | 16     | 10     | 21     |
| M. Groppi     | 19       | 3        | 0        | 2        | 1        | 1                        | 0                        | 0                        | 0                        | 0                        | 20     | 3      | 0      | 2      | 1      |
| A. Ippolito   | 24       | 348      | 299      | 20       | 29       | 1                        | 7                        | 7                        | 0                        | 0                        | 25     | 355    | 306    | 20     | 29     |
| L. Laneri     | -        | -        | -        | -        | -        | -                        | -                        | -                        | -                        | -                        | -      | -      | -      | -      | -      |
| M. Mercorio   | 24       | 336      | 292      | 26       | 18       | 1                        | 4                        | 3                        | 0                        | 1                        | 25     | 340    | 295    | 26     | 19     |
| D. Monguzzi   | 16       | 73       | 47       | 20       | 6        | 1                        | 6                        | 4                        | 1                        | 1                        | 17     | 79     | 51     | 21     | 7      |
| G. Robbiati   | 23       | 170      | 85       | 74       | 11       | 1                        | 6                        | 3                        | 2                        | 1                        | 24     | 176    | 88     | 76     | 12     |
| G. Rudi       | 3        | -        | -        | -        | -        | -                        | -                        | -                        | -                        | -                        | 3      | -      | -      | -      | -      |
| A. Santangelo | 5        | 13       | 12       | 0        | 1        | 0                        | 0                        | 0                        | 0                        | 0                        | 5      | 13     | 12     | 0      | 1      |
| V. Tamburo    | 24       | 351      | 303      | 24       | 24       | 1                        | 13                       | 10                       | 2                        | 1                        | 25     | 364    | 313    | 26     | 25     |

P = presenze; PT = punti totali; AV = attacchi vincenti; MV = muri vincenti; BV = battute vincenti